# Lumea Veche

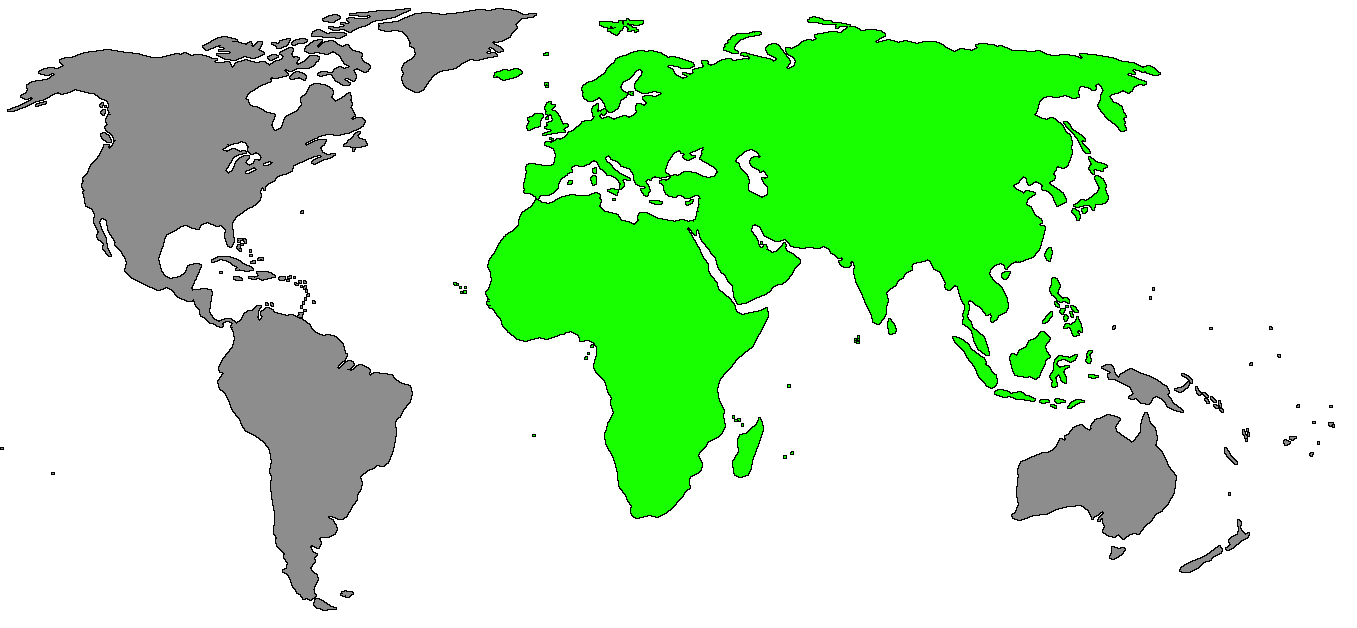
Lumea Veche

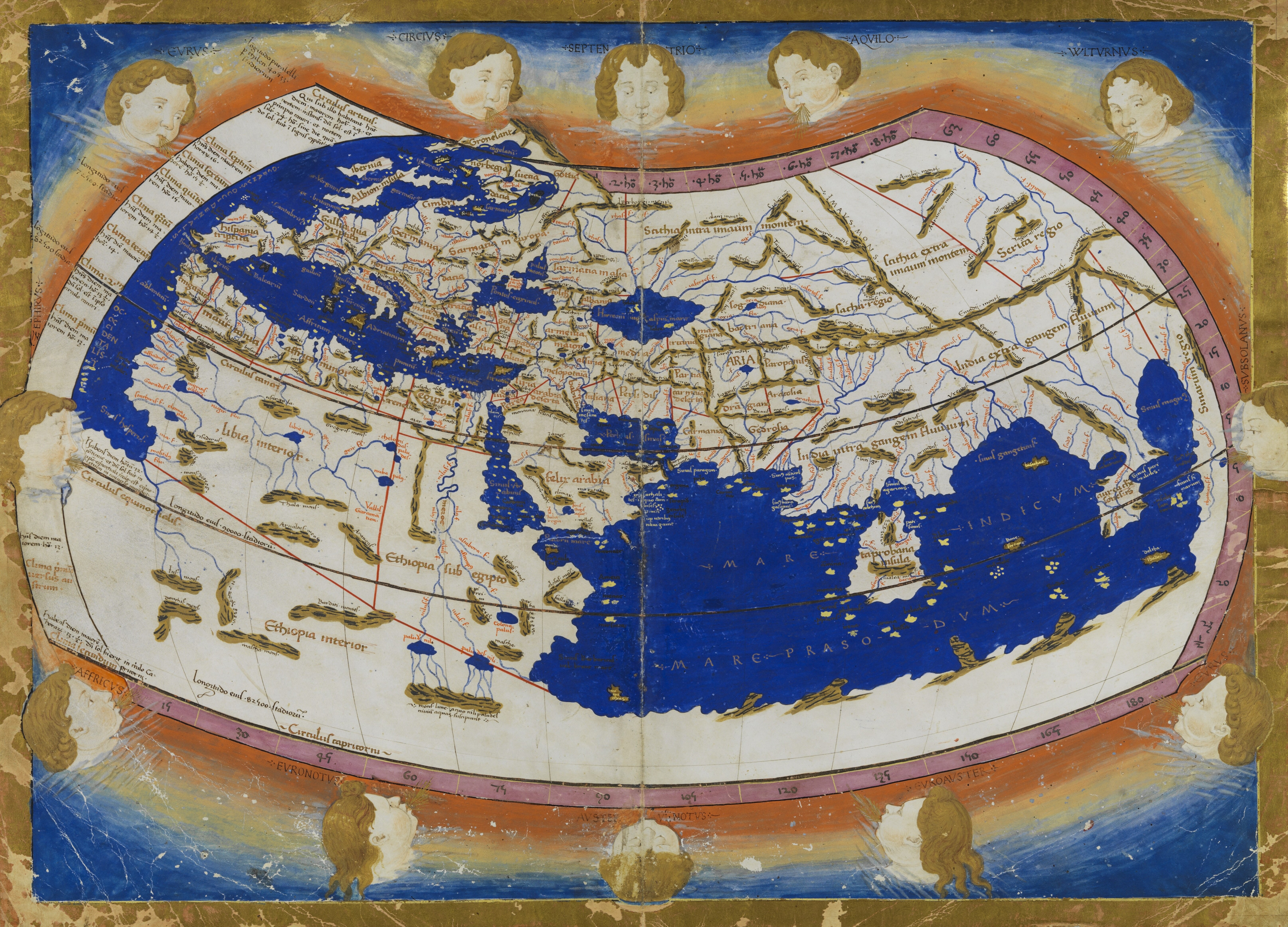
Harta „Lumii Vechi” (secolul al II-lea Harta lumii Ptolemeu într-o copie din secolul al XV-lea)

Lumea Veche este teritoriul geografic al globului terestru care era cunoscut înainte de a fi descoperită Lumea Nouă (America) de către Cristofor Columb. Lumea Veche cuprindea continentele Europa, Africa și Asia. America, Australia și Antarctida nu erau cunoscute pe atunci.

## Vezi și
- Eurocentrism
- Afro-Eurasia
- Schimbul columbian